# ایرشر شمالی
ایرشر شمالی (به انگلیسی: North Ayrshire) یک شهرستان در بریتانیا است که در اسکاتلند واقع شده‌است.
این شهرستان ۸۸۵ کیلومتر مربع مساحت و ۱۳۸٬۰۰۰ نفر جمعیت دارد.